# Tryphomys adustus
Il ratto dal naso corto di Luzon (Tryphomys adustus  Miller, 1910) è l'unica specie del genere Tryphomys (Miller, 1910), endemica dell'Isola di Luzon.

## Descrizione

### Dimensioni
Roditore di piccole dimensioni, con lunghezza totale tra 305 e 350 mm, la lunghezza della coda tra 130 e 165 mm, la lunghezza del piede tra 36 e 42 mm e la lunghezza delle orecchie tra 16 e 20 mm.

### Caratteristiche craniche e dentarie
Il cranio è corto e largo, con le arcate zigomatiche estese e un foro ante-orbitale insolitamente grande.
Sono caratterizzati dalla seguente formula dentaria:

### Aspetto
La pelliccia è lunga ed arruffata, i peli sono insolitamente ricurvi in avanti. Le parti dorsali sono marroni scure con dei riflessi giallastri, mentre le parti inferiori e le guance sono bianco-giallastre. La linea di demarcazione lungo i fianchi è netta. Il muso è molto corto e largo. Le orecchie sono piccole. Il pollice ha una piccola unghia compressa. Le zampe sono bianche e cosparse di peli bruni. I piedi sono sottili con gli artigli ben sviluppati. Il quinto dito è più corto degli altri. Sono presenti 5 cuscinetti sul palmo delle mani. La coda è lunga quasi quanto la testa ed il corpo, è uniformemente marrone scuro, cosparsa di pochi piccoli peli e rivestita di 8 anelli di scaglie per centimetro. Le femmine hanno due paia di mammelle pettorali, un paio post-ascellari e due paia inguinali.

## Distribuzione e habitat
Questa specie è endemica dell'Isola di Luzon, Filippine.
Vive nelle foreste primarie e secondarie fino a 2.000 metri di altitudine. Alcuni individui sono stati catturati in prati e boscaglie vicino alle risaie, maggiormente vicino all'acqua.

## Conservazione
La IUCN Red List, considerata l'assenza di informazioni recenti, classifica T.adustus come specie con dati insufficienti (DD).